# 新建街道 (晋中市)
新建街道，是中华人民共和国山西省晋中市榆次区下辖的一个乡镇级行政单位。

## 行政区划
新建街道下辖以下地区：
柳西社区、柳东社区、华钜社区、晋商社区、佳地社区和液铁社区。